# TED (réseau)
Pour les articles homonymes, voir TED.
Le réseau TED (Transport En Département) était le réseau interurbain de transport en commun par autocars et taxis mis en place par le Conseil Général de Meurthe-et-Moselle, puis géré par la région Grand Est à partir de janvier 2017. Depuis 2019, le réseau TED est remplacé par le nouveau réseau régional Fluo Grand Est.

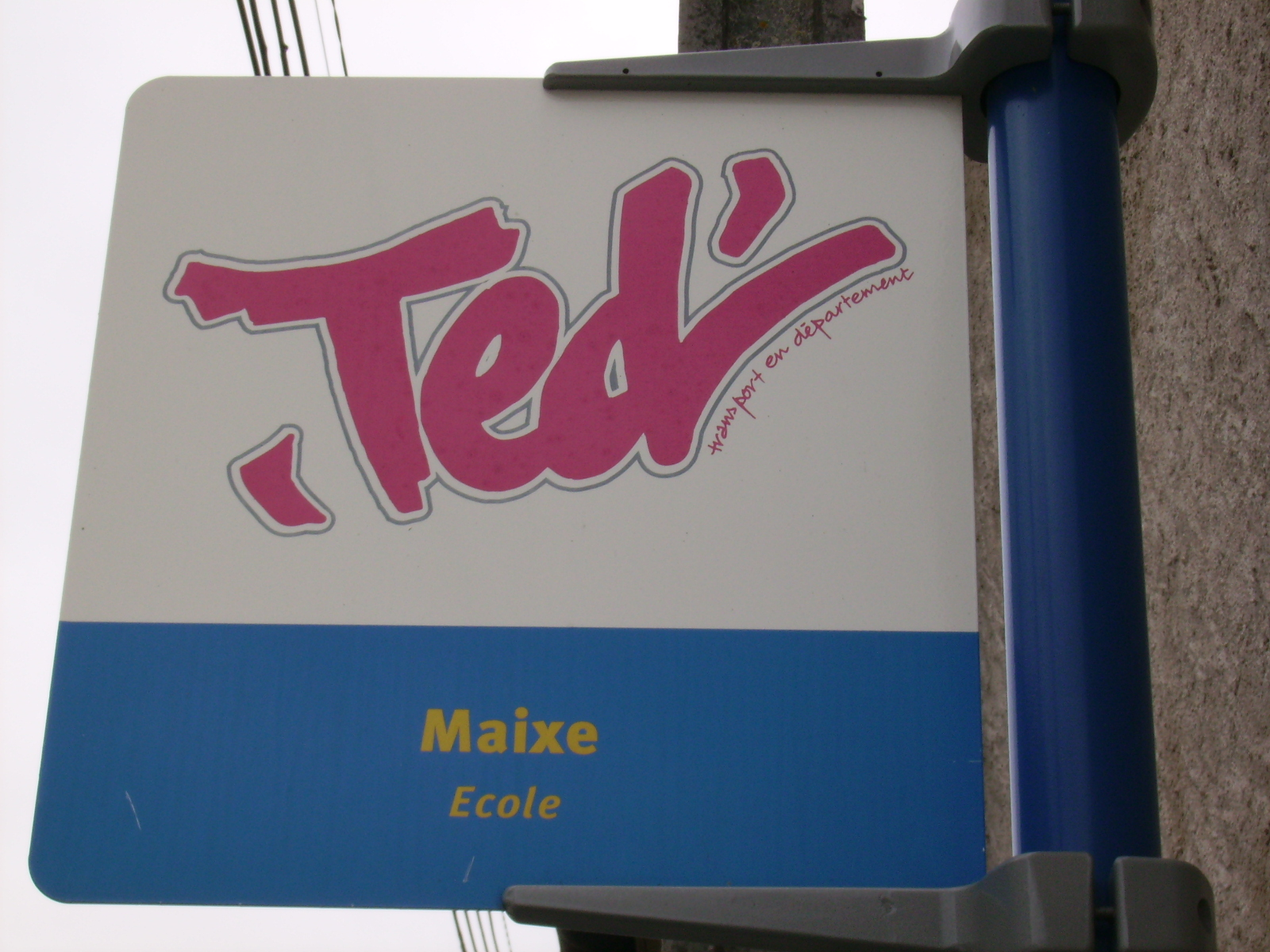
Panneau arrêt TED de Maixe

## Historique
Le réseau TED est mis en place par le Conseil Général de Meurthe-et-Moselle en février 2001 en remplacement de l'ancien réseau départemental qui ne possédait pas de nom. Dès sa création, le réseau TED propose une tarification unique quelle que soit la distance parcourue,. Il est alors le premier réseau départemental à proposer ce type de tarification. Le coût du billet était alors de 10 francs à sa création de ce tarif et a évolué : 1 €70 en 2008 et en 2012 2€50.
Il y a plus de 1 million de passagers commerciaux par an sur le réseau TED[réf. souhaitée].
Le 1er janvier 2017, la région Grand Est reprend les transports interurbains et scolaires de ses 10 départements.

À partir du 25 avril 2019, TED devient Fluo Grand-Est 54

## Organisation
Le réseau TED est réalisé par :
- Le Service Transports du Conseil Régional Grand Est, qui est l'autorité organisatrice, financeur et propriétaire de la marque « TED, Transport En Département ».
- Les sociétés d'autocar chargés de l'exploitation et du transport des personnes : DMA Dupasquier Autocars, Keolis, Transdev, Lorraine Cars Géron, Servagi et Launoy.

### DMA Dupasquier Autocars
DMA Dupasquier Autocars basé à Pont à Mousson et Jarny exploite des lignes scolaires.

### Keolis Sud Lorraine
Keolis 3 Frontières et Keolis Sud Lorraine, exploitent les lignes suivantes :
 
M060, M400, M410, M420, M430, M800, R060,  R410 et R440

### Transdev Lorraine
Transdev Lorraine exploite les lignes R450, R460, R510, R570, S580, R590, R610, R640, R650, R660  et exploite via Trans'L les lignes M520, M440.

### Servagi tourisme
Servagi avec Lorraine Cars Geron (basé à Sancy) exploite les lignes M100, M110, M120, M130, M210, M310.
Servagi basé à Longwy exploite les lignes R010, R020, R030.

### Launoy
Launoy basé à Rambervillers et à Dombasle-sur-Meurthe , exploite les lignes R650, R670

## Équipement
Les modèles d'autocar utilisés sont :
- Renault Tracer
- Irisbus Crossway
- Irisbus Récréo
- Irisbus Arway
- Mercedes Intouro
- Mercedes Integro
- MAN Lion's Intercity
- MAN Lion's Regio

## Lignes
Le réseau comporte 38 lignes régulières et 17 lignes de marché et assure 450 lignes scolaires. Il permet de proposer un grand nombre de dessertes aux usagers du département, quel que soit leur lieu de résidence.
Pour le tarif, les horaires, fréquences et détail des arrêts, vous reporter au site officiel (voir en fin d'article). Les fiches horaires sont également disponibles dans les bureaux des transporteurs, dans toutes les boulangeries de Meurthe & Moselle, ainsi qu'en mairie.[passage promotionnel]

### Lignes régulières
Afin d'en faciliter la lecture, les lignes régulières du réseau TED sont présentées par parties du territoire de Meurthe-et-Moselle.

#### Pays de Briey et Longwy
| Ligne | Nom                         | Communes desservies | Service         |
| S010  | Saint-Pancré Gorcy Longwy   | Saint-Pancré - Buré-la-Ville - Ville-Houdlémont - Gorcy - Cosnes - Vaux - Romain - Longwy | Lundi au samedi |
| S030  | Longuyon Mercy-le-Bas Briey | Longuyon - Beuveille - Pierrepont - Boismont - Mercy-le-Bas - Joppécourt - Xivry-Circourt - Murville - Mont-Bonvillers - Mainville - Landres - Piennes - Joudreville - Affléville - Norroy-le-Sec - Lixières - Lubey - Lantéfontaine - Briey | Lundi au samedi |
| R060  | Villerupt Briey Metz        | - | -               |
| ----- | --------------------------- | --- | --------------- |

#### Pays du Lunévillois
| Ligne | Nom                                             | Communes desservies | Service        |
| R650  | Lunéville Dombasle Nancy                        | Lunéville - Deuxville - Vitrimont - Anthelupt - Hudiviller - Rehainviller - Mont-sur-Meurthe - Blainville-sur-l'Eau - Damelevières - Barbonville - Rosières-aux-Salines - Dombasle-sur-Meurthe - Varangéville - Saint-Nicolas-de-Port - La Madeleine - Laneuveville-devant-Nancy - Jarville-la-Malgrange - Nancy                                   | Tous les jours |
| R670  | Charmes Bayon Nancy                             | Charmes - Socourt - Gripport - Bainville - Mangonville - Roville-devant-Bayon - Bayon - Neuviller-sur-Moselle - Laneuveville-devant-Bayon - Crantenoy - Ormes-et-Ville - Lemainville - Benney - Saint-Remimont - Crevechamps - Velle - Ferrières - Tonnoy - Flavigny - Richardménil - Ludres - Houdemont - Heillecourt - Vandœuvre - Laxou - Nancy | Tous les jours |
| R710  | Petitmont Cirey Badonviller Ogéviller Lunéville | - | -              |
| ----- | ----------------------------------------------- | --- | -------------- |

#### Nancy et couronne
Pour les transports en commun de la Communauté urbaine du Grand Nancy, voir réseau STAN.
| Ligne | Nom                                 | Communes desservies | Service        |   |
| R370  | Pont-à-Mousson Nomeny Nancy         | Pont-à-Mousson - Thézey-Saint-Martin - Phlin - Mailly - Raucourt - Abaucourt - Clémery - Nomeny - Létricourt - Chenicourt - Arraye-et-Han - Jeandelaincourt - Moivrons - Villers-lès-Moivrons - Leyr - Montenoy - Faulx - Malleloy - Sivry - Belleau - Landremont - Ville-au-Val - Bezaumont - Autreville-sur-Moselle - Millery - Custines - Pompey - Frouard - Champigneulles - Maxéville - Malzéville - Nancy |                |   |
| R380  | Leyr Ecuelle Nancy                  | Leyr - Ecuelle - Bouxières-aux-Chênes - Eulmont - Lay-Saint-Christophe - Malzéville - Nancy | Lundi à samedi |   |
| R330  | Pont-à-Mousson Nancy                | Pont-à-Mousson - Blénod-lès-Pont-à-Mousson - Dieulouard - Belleville - Marbache - Pompey - Frouard - Champigneulles - Maxéville - Nancy | Lundi à samedi |   |
| R340  | Amance Nancy                        | - | -              |   |
| R350  | Vic-sur-Seille Château-Salins Nancy | Vic-sur-Seille - Château-Salins - Salonnes - Chambrey - Moncel-sur-Seille - Pettoncourt - Attilloncourt - Bioncourt - Brin-sur-Seille - Mazerulles - Champenoux - Laneuvelotte - Seichamps - Essey-lès-Nancy - Saint-Max - Nancy | Tous les jours |   |
| R360  | Manhoué Armaucourt Nancy            | Manhoué - Armaucourt - Lanfroicourt - Bey-sur-Seille - Brin-sur-Seille - Champenoux - Laneuvelotte - Seichamps - Essey-lès-Nancy - Saint-Max - Nancy | Lundi à samedi |   |
| R410  | Toul Nancy                          | Nancy - Laxou - Velaine-en-Haye - Gondreville (Meurthe-et-Moselle) - Dommartin-lès-Toul - Toul | Tous les jours |   |
| R 580 | Grimonviller Vézelise Nancy         | Aboncourt - Grimonviller - Fécocourt - Vandeléville - Thorey-Lyautey - Lalœuf - Goviller - Vitrey - Ognéville - Hammeville - Vézelise - Houdreville - Houdelmont - Parey-Saint-Césaire - Thélod - Xeuilley - Bainville-sur-Madon - Pont-Saint-Vincent - Neuves-Maisons - Chavigny - Vandœuvre - Villers-lès-Nancy - Nancy                                                                                       | Lundi à samedi | - |
| R590  | Germonville Frolois Nancy           | - | -              |   |
| R650  | Lunéville Dombasle Nancy            | Lunéville - Deuxville - Vitrimont - Anthelupt - Hudiviller - Rehainviller - Mont-sur-Meurthe - Blainville-sur-l'Eau - Damelevières - Barbonville - Rosières-aux-Salines - Dombasle-sur-Meurthe - Varangéville - Saint-Nicolas-de-Port - La Madeleine - Laneuveville-devant-Nancy - Jarville-la-Malgrange - Nancy                                                                                                | Tous les jours |   |
| R670  | Charmes Bayon Nancy                 | Charmes - Socourt - Gripport - Bainville - Mangonville - Roville-devant-Bayon - Bayon - Neuviller-sur-Moselle - Laneuveville-devant-Bayon - Crantenoy - Ormes-et-Ville - Lemainville - Benney - Saint-Remimont - Crevechamps - Velle - Ferrières - Tonnoy - Flavigny - Richardménil - Ludres - Houdemont - Heillecourt - Vandœuvre - Laxou - Nancy                                                              | Tous les jours |   |
| ----- | ----------------------------------- | --- | -------------- | - |

#### Sud Ouest de Meurthe-et-Moselle
| Ligne | Nom                         | Communes desservies | Service        |
| R410  | Toul Nancy                  | Nancy - Laxou - Velaine-en-Haye - Gondreville (Meurthe-et-Moselle) - Dommartin-lès-Toul - Toul | Tous les jours |
| R580  | Grimonviller Vézelise Nancy | Aboncourt - Grimonviller - Fécocourt - Vandeléville - Thorey-Lyautey - Lalœuf - Goviller - Vitrey - Ognéville - Hammeville - Vézelise - Houdreville - Houdelmont - Parey-Saint-Césaire - Thélod - Xeuilley - Bainville-sur-Madon - Pont-Saint-Vincent - Neuves-Maisons - Chavigny - Vandœuvre - Villers-lès-Nancy - Nancy                          | Lundi à samedi |
| R590  | Germonville Frolois Nancy   | - | -              |
| R670  | Charmes Bayon Nancy         | Charmes - Socourt - Gripport - Bainville - Mangonville - Roville-devant-Bayon - Bayon - Neuviller-sur-Moselle - Laneuveville-devant-Bayon - Crantenoy - Ormes-et-Ville - Lemainville - Benney - Saint-Remimont - Crevechamps - Velle - Ferrières - Tonnoy - Flavigny - Richardménil - Ludres - Houdemont - Heillecourt - Vandœuvre - Laxou - Nancy | Tous les jours |
| ----- | --------------------------- | --- | -------------- |

#### Val de Lorraine
| Ligne | Nom                                 | Communes desservies | Service        |
| R310  | Pont-à-Mousson Nomeny Nancy         | Pont-à-Mousson - Thézey-Saint-Martin - Phlin - Mailly-sur-Seille - Raucourt - Abaucourt - Clemery - Nomeny - Létricourt - Chenicourt - Arraye-et-Han - Jeandelaincourt - Moivrons - Villers-lès-Moivrons - Leyr - Montenoy - Faulx - Malleloy - Sivry - Belleau - Landremont - Bezaumont - Ville-au-Val - Autreville-sur-Moselle - Millery - Custines - Pompey - Frouard - Champigneulles - Maxéville - Malzéville - Nancy | Tous les jours |
| R320  | Leyr Ecuelle Nancy                  | Leyr - Ecuelle - Bouxières-aux-Chênes - Eulmont - Lay-Saint-Christophe - Malzéville - Nancy | Lundi à samedi |
| R330  | Pont-à-Mousson Nancy                | Pont-à-Mousson - Blénod-lès-Pont-à-Mousson - Dieulouard - Belleville - Marbache - Pompey - Frouard - Champigneulles - Maxéville - Nancy | Lundi à samedi |
| R350  | Vic-sur-Seille Château-Salins Nancy | Vic-sur-Seille - Château-Salins - Salonnes - Chambrey - Moncel - Pettoncourt - Attilloncourt - Bioncourt - Brin-sur-Seille - Mazerulles - Champenoux - Laneuvelotte - Seichamps - Essey - Saint-Max - Nancy | Tous les jours |
| R360  | Manhoué Armaucourt Nancy            | Manhoué - Armaucourt - Lanfroicourt - Bey-sur-Seille - Brin-sur-Seille - Champenoux - Laneuvelotte - Seichamps - Essey - Saint-Max - Nancy | Lundi à samedi |
| ----- | ----------------------------------- | --- | -------------- |

### Lignes de dessertes de marchés
Afin d'en faciliter la lecture, les lignes de desserte de marché du réseau TED sont présentées par parties du territoire de Meurthe-et-Moselle.

#### Marchés du Pays de Briey et Longwy
| Ligne | Nom                                | Communes desservies | Service         |
| M100  | Tellancourt - marché de Longuyon   | Tellancourt - Fresnois-la-Montagne - Braumont - Longuyon | Vendredi        |
| M110  | Marville - marché de Longuyon      | Marville - Saint-Jean-lès-Longuyon - Petit-Failly - Petit-Xivry - Grand-Failly - Rupt-sur-Othain - Saint-Laurent-sur-Othain - Longuyon                                                                      | Vendredi        |
| M120  | Villancy - marché de Longuyon      | Villancy - La Malmaison - Allondrelle - Vezin - Charency - Villette - Flabeuville - Colmey - Longuyon | Vendredi        |
| M130  | Mercy-le-Haut - marché de Longuyon | Mercy-le-Haut - Joppecourt - Ville-au-Montois - Bazailles - Mercy-le-Bas - Boismont - Pierrepont - Beuveille - Longuyon                                                                                     | Vendredi        |
| M210  | Fillières - marché de Longwy       | Fillières - Ville-au-Montois - Bazailles - Boismont - Pierrepont - Beuveille - Doncourt - Baslieux - Laix - Chenières - Rehon - Longwy                                                                      | Mercredi samedi |
| M300  | Fléville - marché de Piennes       | Fléville - Lixières - Norroy-le-Sec - Joudreville - Piennes | Jeudi           |
| M310  | Fillières - marché de Piennes      | Fillières - Ville-au-Montois - Bazailles - Boismont - Mainbottel - Mercy-le-Bas - Joppécourt - Boudrezy - Mercy-le-Haut - Murville - Mont-Bonvillers - Tucquegnieux - Mairy - Mainville - Landres - Piennes | Jeudi           |
| ----- | ---------------------------------- | --- | --------------- |

#### Marchés du Pays du Lunévillois
| Ligne | Nom                             | Communes desservies | Service  |
| M520  | Desserte du marché de Lunéville | Crévic - Maixe - Einville-au-Jard - Raville - Bonviller - Lunéville                                                      | Mercredi |
| M600  | Desserte du marché de Cirey     | Val-et-Chatillon - Petitmont - Cirey-sur-Vezouze                                                                         | Jeudi    |
| M700  | Desserte du marché de Baccarat  | Hablainville - Pettonville - Vaxainville - Brouville - Gelacourt - Azerailles - Glonville - Fontenoy-la-Joute - Baccarat | Vendredi |
| ----- | ------------------------------- | --- | -------- |

#### Marché de Toul
| Ligne | Nom                                   | Communes desservies                                                                                      | Service  |
| M400  | Laneuveville - marché de Toul         | Laneuveville-derrière-Foug - Lucey - Toul                                                                | Vendredi |
| M410  | Boucq - marché de Toul                | Boucq - Trondes - Lagney - Bruley - Pagney-derrière-Barine - Toul                                        | Vendredi |
| M420  | Aingeray - marché de Toul             | Aingeray - Fontenoy-sur-Moselle - Gondreville - Dommartin-les-Toul - Toul                                | Vendredi |
| M430  | Manoncourt-en-Woëvre - marché de Toul | Manoncourt-en-Woëvre - Avrainville - Jaillon - Villey-Saint-Etienne - Francheville - Toul                | Vendredi |
| M440  | Germiny - marché de Toul              | Germiny - Thuilley-aux-Groseilles - Ochey - Bicqueley - Pierre-la-Treiche - Chaudeney-sur-Moselle - Toul | Vendredi |
| ----- | ------------------------------------- | --- | -------- |

#### Marché de Pont-à-Mousson
| Ligne | Nom                                  | Communes desservies | Service |
| M800  | Desserte du marché de Pont-à-Mousson | Millery - Autreville-sur-Moselle - Bezaumont - Ville-au-Val - Landremont - Sainte-Geneviève - Loisy - Atton - Pont-à-Mousson | Samedi  |
| ----- | ------------------------------------ | --- | ------- |